# 모하치 전투
모하치 전투(크로아티아어: Mohačka bitka; 세르비아어: Мохачка битка/Mohačka bitka; 슬로바키아어: Bitka pri Moháči; )는 1526년 8월 29일 헝가리의 모하치 근교에서 벌어진 전투이다. 이 전투에서 러요시 2세가 지휘하던 헝가리 왕국군은 오스만 제국의 술탄 쉴레이만 대제가 이끄는 오스만 제국군에게 완패하였다.
오스만 제국의 승리는 그 후 수십 년 동안 오스만 제국과 오스트리아의 합스부르크 군주국, 트란실바니아 공국의 헝가리 분할을 야기하였다. 러요시 2세가 전장에서 전사한 것은 야기에우오 왕조의 종결을 뜻하고, 헝가리 왕권은 러요시의 여동생이 시집을 간 합스부르크 왕조가 왕권을 주장하면서 그에 흡수되었다. 패전이후 헝가리 영토는 오스만, 오스트리아, 트란실바니아 공국으로 분할,흡수되었다.

## 배경
헝가리는 오랜 기간 동안 동남부 유럽을 침략해오는 오스만 제국에 저항하였다. 그러나 1521년 베오그라드와 샤바츠의 함락은 헝가리 남부의 대부분이 방어할 수 없는 상황에 처했음을 보여줬다. 오스만 제국의 세력 확장에 반격하기 위해 헝가리와 보헤미아의 왕 러요시 2세는 1522년 카를 5세의 여동생인 마리아 폰 외스터라이히와 결혼하여, 서서히 다가오는 오스만 제국과의 전쟁에 합스부르크 오스트리아의 힘을 빌리고자 하였다.
오스만 제국은 발칸에서 이들 세력들이 결성한 동맹의 힘이 커지는 것을 위험하게 보고, 동맹을 분쇄시킬 계획을 세웠다. 쉴레이만 1세는 튀르크 정권을 장악한 뒤 헝가리인들에게 적어도 한 차례, 가능한 한 두 차례의 평화협정을 제안하였다. 러요시 왕이 왜 오스만과의 평화협정을 거부하였는지는 확실치 않다.
러요시 왕이 헝가리의 외부적인 정치상황(특히 1525년 칼디란 전투 이후 폴란드-오스만 동맹이 결성되는 상황)을 정확하게 인식하고 있었고 전쟁이 평화보다 더 나은 선택이라고 판단했다. 평화 시기임에도 불구하고 오스만군은 헝가리 땅을 공격하고 많은 영토(국경의 성들을 포함)를 점령하였으나 여전히 최후의 전쟁은 헝가리에게 승산이 없는 듯했다. 1526년 6월 말, 오스만 제국 군이 다뉴브강을 건너 원정을 위한 진군을 시작했다.

## 준비
1521년 베오그라드의 상실은 헝가리에게 중대한 위협이었으나, 왕이 친히 지휘하는 6만의 국왕군은 너무 늦게, 그리고 너무 느리게 모집된 데다가 식량부족과 질병으로 인하여 새롭게 오스만의 수비병들이 배치된 헝가리의 열쇠 베오그라드를 탈환하려는 아무런 노력도 하지 못한 채 자발적으로 해산하고 말았다. 1523년 성직자이며 용맹한 전사인 대주교 팔 토모리는 남부 헝가리의 총사령관이 되었다. 토모리는 그가 헝가리의 2차 방어시스템을 수리하고 보강할 때 이 지방에서 그의 수입이 줄어듦에도 신경 쓰지 않았다.
3년이 지나 1526년 4월 16일 쉴레이만 대제가 친히 지휘하는 오스만의 대군이 콘스탄티노폴리스를 출발했다. 헝가리 귀족들은 아직까지 다가오는 위협이 얼마나 위험한 것인지 깨닫지 못하고, 왕의 부름을 무시하였다. 러요시 2세는 그들에게 7월 2일 군대를 이끌고 진영에 참여할 것을 명하였으나, 그날 아무도 진영에 참여하지 않았으며, 이는 왕 자신도 마찬가지였다! 러요시 왕이 스스로 진영을 설치하는 모범을 보여줬을 때에야 모든 것이 움직이기 시작했다.
헝가리군은 며칠간 진군할 뿐 지원군을 기다리지 않았고, 전장을 개방되어 있으나, 질퍽질퍽한 늪지대로 결코 평탄하지 않은 평원인 모하치 근처로 선택함으로써 심각한 전술적 실책을 저질렀다.
헝가리 군은 3개의 군대로 구성되어 있었다. 서포여이 야노시 휘하의 트란실바니아 군은 트란실바니아알프스 산맥의 도로들을 지키는 임무를 맡았고, 남은 2개의 군대는 8,000명과 13,000명의 병력으로 구성되어 있었다.
주력군은 러요시 자신이 친히 지휘하였는데(여기에는 많은 스페인, 독일, 체코, 그리고 세르비아 용병들이 참여하고 있었다.) 그리고 다른 소규모 군세로 크르스토 프란코판이 지휘하는 약 5,000명 정도 되는 병력이 있었다. 지형 때문에 오스만군은 오스만군의 최종 목표는 그들이 발칸 산맥을 건널 때까지 결정되지 않았다. 헝가리인들에게는 불행하게도, 오스만 군이 산맥을 건널 때 트란실바니아 군은 오스만 군이 있는 곳보다 훨씬 더 먼 부다에 위치하고 있었다. 비록 적은 숫자이긴 하지만, 동 시대의 역사 기록은 러요시가 오스만 군과 즉각적으로 개전을 하는 것보다는 오스만 군이 진군한 땅을 양보하고 퇴각하는 계획을 선호했다고 한다.
헝가리군은 도나우강의 주요부분인 모하치 근교의 질퍽한 소택지대로 평탄하지 않은 곳에 전장을 선택하였다. 오스만군은 거의 방해받지 않고 진군을 계속하였다. 러요시가 부다에서 기다리고 있는 동안, 오스만군은 사바강과 드라바강을 건너 몇 개의 마을들을 공격하였다. 러요시는 오스만군이 50,000에서 65,000명 정도의 병사들을 모은 것에 반해 약 25,000명에서 28,000명에 달하는 병사들을 조직했다. 헝가리군은 지형의 이점을 활용하기 위해 전열을 배치하고, 오스만군을 각개 격파하길 원하였다.

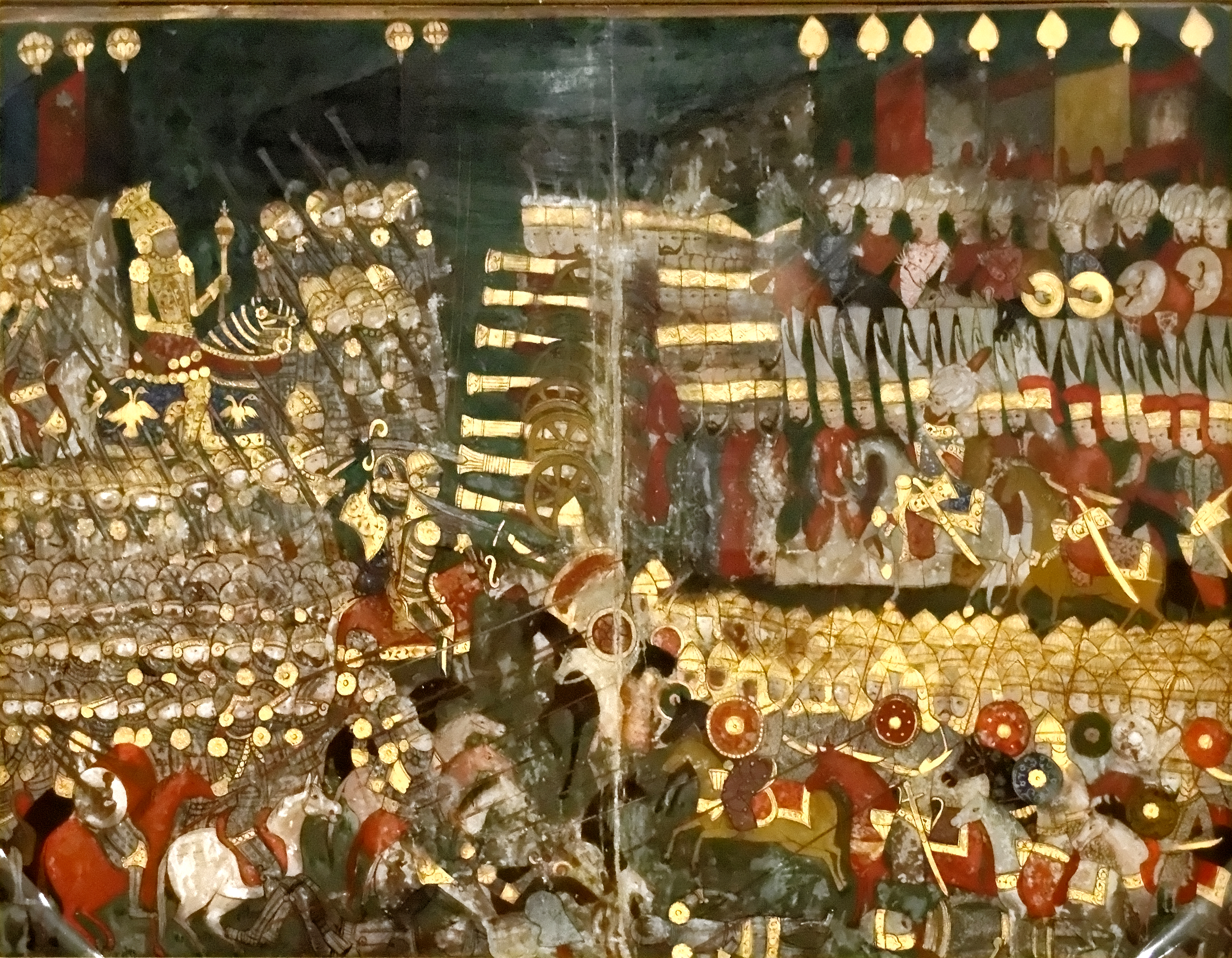
모하치 전투, 오스만 미니어쳐

## 전투
헝가리군은 비싸지만, 별 쓸모없이 조직된 군대를 가지고 있었다. 전투에 참여한 이들의 실제 병력은 확인하기가 쉽지 않고, 전투가 어느 정도 걸렸는지 파악하는 것은 논란에 휩싸여 있다. 전투의 개전시간은 오후 1시에서 2시 사이지만, 종결 시간은 규명하기 어렵다. 일부 역사학자들은 전투의 길이를 두 시간에서 세 시간 정도로 보나, 이들은 몇 가지 중요한 사실에 대하여 확신을 주지 않는 듯 보인다. 오스만군은 전장에서 물러나지 않고, 전투 후에 막사를 열었다. 대신에 오스만군은 밤중에 식량도 음용수도, 머무를 곳도 없는 상태로 남아 있었다.
오스만 역사가들은 비가 내렸다고 기록했으며, 전쟁은 일찍 끝나 적어도 오후의 초두, 늦어도 오후 5시 경에 끝난 것으로 보인다. 술탄은 그의 병사들에게 막사를 설치하라는 명령을 내렸거나 그들의 보급기지로 돌아가라는 명령을 내렸었다. 별로 믿지 못할 자료들은 러요시가 황혼이 질 때까지 전장에 남아있었으며, 어둠을 틈타 도망쳤다고 하는데, 1526년 8월 29일 태양은 6시 30분까지 떠 있었을 것이며, 이는 전투가 확실히 2시간이나 3시간보다는 길게 이어졌을 것을 암시하는 것으로 보인다.(아마 4시간에서 5시간 정도였을 것이다.)
쉴레이만 대제의 선봉을 맡은 루멜리아 군대가 전장으로 나아갈 때, 그들은 팔 토모리가 지휘하는 헝가리 군대에게 공격받아 궤주하였다. 헝가리군의 우익에 의한 이 공격은 성공적으로 오스만 군의 대열에 혼란을 불러왔으나, 오스만군의 원군이 도착하여, 이들은 다시 재집결할 수 있었다. 헝가리군의 우익은 진군하여 한번은 쉴레이만 대제를 위협할 수 있는 거리까지 접근할 수 있었고 그의 갑옷을 화살로 적중시켰다. 그러나 오스만군의 수적 우위와 오스만군의 정예부대인 예니체리의 적절한 돌격은 공격자들을, 특히 헝가리군의 좌익을 압도하였다.
헝가리군은 숙련되고 뛰어난 오스만군 포병대에게 많은 피해를 입었고, 이에 따라 헝가리군은 자신들의 위치를 유지할 수 없었다. 그리고 이들은 포위된 채, 도망치지도 못하고, 살해당하거나 사로잡혔다. 아마 황혼이 질 때까지 전장에 남아있던 왕은 크셀레에서 강을 건너던 중 그의 갑옷 무게 때문에 말과 함께 물에 빠져 사망했다. 거의 1,000명에 달하는 다른 헝가리 귀족들과 사령관들 역시 전사했다. 일반적으로 초반의 전투에서 14,000명의 헝가리 군이 전사했다는 것이 정설로 받아들여지고 있다.

## 영향
이 승리는 오스만에게 그들이 원하던 안전을 주지는 않았다. 비록 그들은 부다에 입성한 다음 성을 약탈하고 포위했지만, 얼마 후에 퇴각할 수밖에 없었다. 1541년이 되어서야 오스만군은 부다를 최종적으로 점령할 수 있었다. 그러나 어떤 면으로 보아도 모하치 전투는 통일된 영토를 가진 독립된 헝가리 왕국의 종결을 의미하였다. 헝가리는 오스만 제국, 오스트리아의 합스부르크 가문, 트란실바니아 공국이 헝가리를 나눠 갖게 되었다. 오스만군은 헝가리를 차지하기 위해 러요시의 처남이자 합스부르크가문의 오스트리아 대공 페르디난트 1세와 대립하게 되었다.
오스트리아는 보헤미아를 포함한 서쪽의 헝가리 영토의 3분의 1, 현재 크로아티아의 일부를 차지하였다(로얄 헝가리), 오스만이 중부 헝가리를 소유하고, 괴뢰국인 트란실바니아에 대한 종주권을 주장하는 동안, 북부 헝가리는 1500년대 후반까지 독립국으로 남아있었다. 충실한 군비가 오스만 군에 대항하는데 필수적이었지만, 이는 상대적으로 가난한 헝가리 왕국으로 하여금 지불할 수 없을 만큼의 자원 고갈을 야기하였다. 기독교 군대는 1500년동안 몇 번이나 부다를 포위하고, 쉴레이만 대제는 1566년 시겟바르 전투 중 병사한다. 이 전투는 1596년에야 함락되는 에게르에 대한 오스만군의 두 번의 실패한 공성전 중 하나였다. 1596년 이곳이 함락되고 나서야 독립된 헝가리군의 저항은 마침내 종결되고 만다.

## 유산

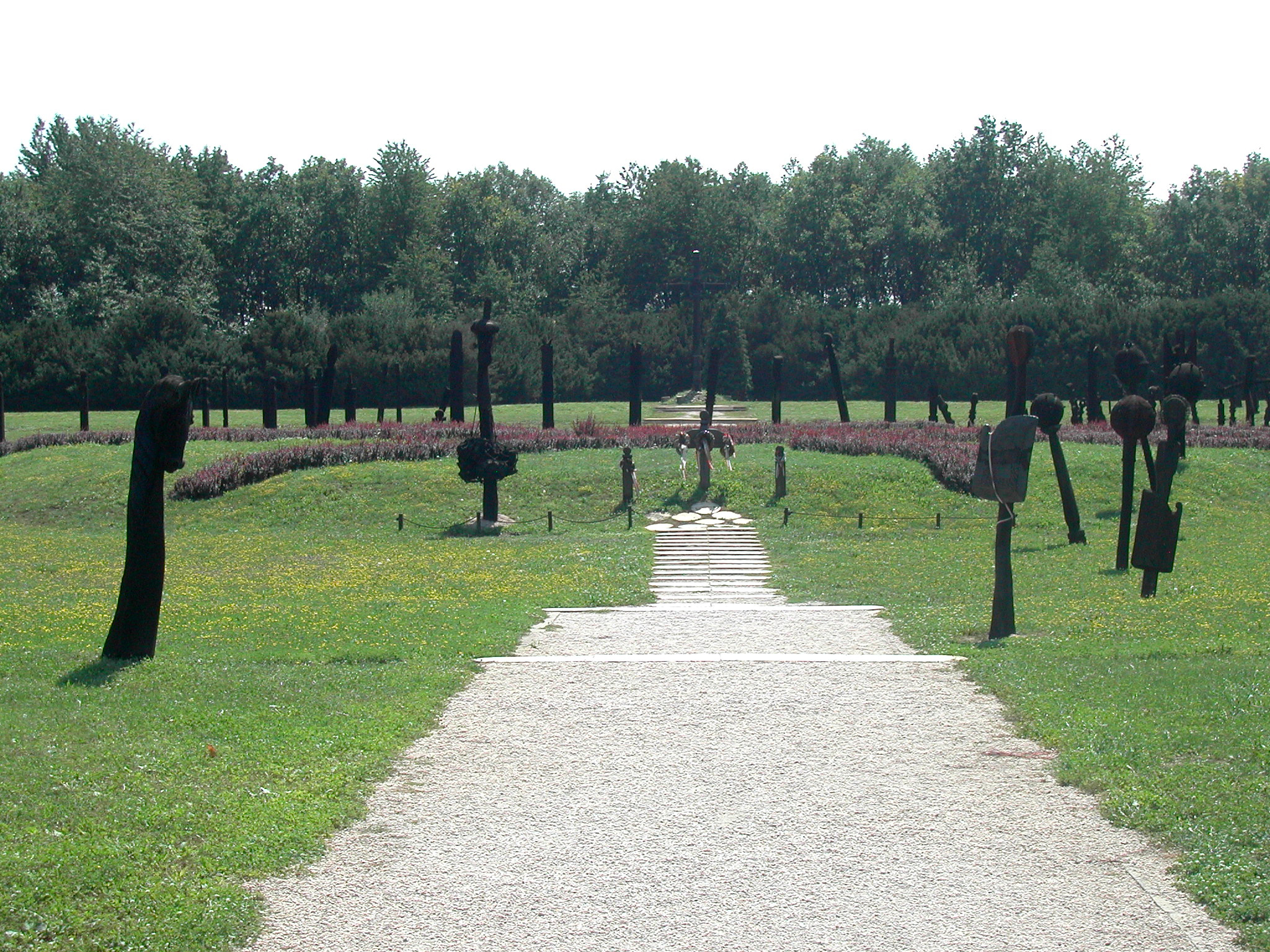
모하치의 전쟁 유적지

모하치는 헝가리인들에게 국가의 운명의 결정적인 쇠락과 민간의 기억에 국가적인 트라우마를 남긴 것처럼 보인다. 헝가리인들은 개인적으로 매우 힘든 고난에 처하게 되면 "모하치의 패배보다 더하다."라는 표현을 사용한다. 오늘날, 헝가리인들은 모하치를 유럽의 강대국이자 독립국이던 시기의 끝으로 보는 듯하다. 모하치에서 결정적인 패배를 당한 것으로 인해, 헝가리의 독립은 사실상 끝나고 만다. 합스부르크와 오스만이라는 두 제국의 대립이 2백년동안 이어지고, 이는 헝가리의 영토를 파괴하고, 인구의 급감을 야기하였다.
1976년 모하치의 전장은 전투 450주년을 기념하여, 국가적인 기념유적으로 지정되었다. 기념비는 건축가 게오르그 바다츠가 디자인하였다.

## 같이 보기
- 빈 공방전 (1526년)
- 빈 전투 (1683년)

## 참조문헌
- Stavrianos, L.S. Balkans Since 1453, C. Hurst & Co. Publishers, 2000.
- Nicolle, David, Hungary and the fall of Eastern Europe, 1000-1568, Osprey Publishing, 1988.
- Stephen Turnbull, The Ottoman Empire 1326–1699, Osprey Publishing, 2003.
- Molnár, Miklós, A Concise History of Hungary, Cambridge University Press, 2001.
- Minahan, James B. One Europe, many nations: a historical dictionary of European national groups, Greenwood Press, 2000.
- Lord Kinross, The Ottoman Centuries: The Rise and Fall of the Turkish Empire (1977) ISBN 0-688-08093-6
- History Foundation, Improvement of Balkan History Textbooks Project Reports (2001) ISBN 975-7306-91-6